# Zwoleński
Zwoleński là một huyện thuộc tỉnh Mazowieckie của Ba Lan. Huyện có diện tích 573 km². Đến ngày 1 tháng 1 năm 2011, dân số của huyện là 36741 người và mật độ 64 người/km².